# Judit Ignacio
Judit Ignacio Sorribes (née le 18 mars 1994 à Barcelone) est une nageuse espagnole spécialiste des épreuves de papillon. En 2012, elle a participé aux Jeux olympiques de Londres avec comme meilleure performance une quinzième place au 200 m papillon. En 2014, elle devient vice-championne d'Europe sur cette distance.

## Palmarès

### Championnats d'Europe

#### En grand bassin
- Championnats d'Europe 2014 à Berlin (Allemagne) :
  -  Médaille d'argent du 200 m papillon.

- Championnats d'Europe 2016 à Londres (Royaume-Uni) :
  -  Médaille de bronze du 200 m papillon.